# Sinde ibne Ali
Sinde ibne Ali-Muça (Sind ibn ʿAlī; morreu após 864), foi um renomado astrônomo, tradutor, matemático e engenheiro sindi muçulmano. Seu pai Ali-Musa foi um convertido ao Islã e um aristocrata que viveu em Mansura. Sinde ibne Ali viajou para Bagdá e recebeu a melhor educação disponível.

## Biografia
Sinde ibne Ali-Muça é conhecido por ter traduzido e modificado o Zij al-Sindhind, a primeira tabela astronômica introduzida no mundo muçulmano. Como matemático, ibne Ali foi colega de al-Khwarizmi e trabalhou intimamente com Iacube ibne Tárique e, juntos, calcularam o diâmetro da Terra e de outros corpos astronômicos. Também escreveu um comentário sobre Kitāb al-ğabr wa-l-muqābala e ajudou a provar os trabalhos de al-Khwarizmi. A notação de ponto decimal para os algarismos indo-arábicos foi introduzida por Sinde ibne Ali.
De acordo com ibne Abi Usaibia, os irmãos Banu Muça, por ciúme profissional, o mantiveram longe do califa abássida Mutavaquil em sua nova capital Samarra e fizeram com que Sinde ibne Ali fosse enviado para Bagdá, longe da corte. Tanto Jafar Maomé ibne Muça ibne Xaquir e Amade ibne Muça ibne Xaquir delegaram o trabalho de escavar um grande canal para al-Farghani, ignorando assim Sinde ibne Ali, que era melhor engenheiro. Al-Farghani cometeu um grande erro, criando o começo do canal mais fundo que o resto, o que fez com que a água que viria do Tigre não chegassem até a nova guarnição de Al-Ja'fariya. Notícias deste erro chegaram a Mutavaquil, que ficou enfurecido, e os dois irmãos foram salvos de uma punição mais severa apenas pela graça de Sinde ibne Ali, que endossou as correções dos cálculos de al-Farghani, arriscando assim seu próprio bem-estar e, possivelmente, sua vida.